# Мудурі
Мудурі (ест. Muduri) — село в Естонії, входить до складу волості Риуге, повіту Вирумаа.